# Austriadaktyl
Austriadaktyl (Austriadactylus cristatus) – pterozaur z rodziny Campylognathoididae; jego nazwa znaczy „austriacki palec”.
Żył w epoce późnego triasu (ok. 218-211 mln lat temu) na terenach obecnej Europy. Długość ciała ok. 20 cm, rozpiętość skrzydeł ok. 1,2 m, masa ok. 1 kg. Jego szczątki znaleziono w Austrii (w Tyrolu).
Szczególną cechą tego pterozaura był duży grzebień z przodu głowy.